# Gruppo di monumenti di Khajuraho
Il Gruppo di monumenti di Khajuraho è un gruppo di templi indù e giainisti del distretto di Chhatarpur nello stato di Madhya Pradesh in India, a circa 175 chilometri a sud-est di Jhansi. Sono un sito patrimonio dell'umanità dell'UNESCO. I templi sono famosi per il loro simbolismo architettonico in stile nagara e le loro sculture erotiche.
La maggior parte dei templi di Khajuraho furono costruiti tra l'885 e il 1050 dalla dinastia Chandela I documenti storici indicano che il sito di Khajuraho aveva 85 templi nel XII secolo, distribuiti su una superficie di 20 km2. Di questi ne sono sopravvissuti solo circa 25, distribuiti su una superficie di 6 km2. Dei templi sopravvissuti, il tempio Kandariya Mahadeva è decorato con una profusione di sculture con dettagli intricati, simbolismo ed espressività dell'antica arte indiana.
Quando questi monumenti furono costruiti, i ragazzi del luogo vivevano in eremi, essendo brahmchari (scapoli) fino a quando non raggiungevano la virilità e queste sculture li aiutavano a conoscere il ruolo di "capofamiglia". Il gruppo di templi di Khajuraho fu costruito contemporaneamente ma era dedicato a due religioni, l'induismo e il giainismo, suggerendo una tradizione di accettazione e rispetto per le diverse opinioni religiose tra indù e giainisti della regione.

## Posizione
I monumenti di Khajuraho si trovano nello stato indiano del Madhya Pradesh, nel distretto di Chhatarpur, a circa 620 km a sud-est di Nuova Delhi. I templi si trovano vicino a una piccola città conosciuta anche come Khajuraho, con una popolazione di circa 24.481 abitanti (censimento del 2011).
Khajuraho è servita dall'aeroporto civile di Khajuraho (codice IATA: HJR), con servizi per Delhi, Agra, Varanasi e Mumbai. Il sito è inoltre collegato dal servizio Indian Railways, con la stazione ferroviaria situata a circa sei chilometri dall'ingresso ai monumenti.
I monumenti si trovano a una decina di chilometri dalla National Highway 75 est-ovest e a circa 50 chilometri dalla città di Chhatarpur, che è collegata alla capitale dello stato, Bhopal, dalla National Highway 86 da SW a NE.
Il tempio Bhand Deva del X secolo nel Rajasthan è stato costruito nello stile dei monumenti di Khajuraho ed è spesso chiamato "piccolo Khajuraho".

## Storia
Il gruppo di monumenti di Khajuraho fu costruito durante il dominio della dinastia Chandela. L'attività edilizia iniziò quasi subito dopo la loro ascesa al potere nel loro regno poi conosciuto come Bundelkhand. La maggior parte dei templi furono costruiti durante i regni dei re indù Yashovarman e Dhanga. L'eredità di Yashovarman è meglio esposta dal Tempio di Lakshmana. Il tempio di Vishvanatha evidenzia al meglio il regno del re Dhanga. Il tempio superstite più grande e attualmente più famoso è Kandariya Mahadeva costruito durante il regno del re Vidyadhara. Le iscrizioni del tempio suggeriscono che molti dei templi attualmente sopravvissuti furono completati tra il 970 e il 1030, con ulteriori templi completati nei decenni successivi.
I templi di Khajuraho furono costruiti a circa 56 km dalla città medievale di Mahoba, la capitale della dinastia Chandela, nella regione di Kalinjar. Nella letteratura antica e medievale, il loro regno è stato chiamato Jijhoti, Jejahoti, Chih-chi-to e Jejakabhukti.
La prima menzione documentata di Khajuraho fu fatta nel 641 da Xuánzàng, un pellegrino cinese che descrisse di aver incontrato diverse dozzine di monasteri buddisti inattivi e una dozzina di templi indù con un migliaio di bramini adoranti. Nel 1022, Khajuraho fu menzionata da Abu Rihan-al-Biruni, lo storico persiano che accompagnò Mahmud di Ghazni nel suo raid di Kalinjar; citò Khajuraho come la capitale di Jajahuti. Il raid non ebbe successo e fu raggiunto un accordo di pace quando il re indù accettò di pagare un riscatto a Mahmud di Ghazni per porre fine all'attacco e ad andarsene.
I templi di Khajuraho furono in uso fino alla fine del XII secolo. Nel XIII secolo l'esercito del Sultanato di Delhi, sotto il comando del sultano musulmano Qutb-ud-din Aibak, attaccò e si impadronì del regno di Chandela. Circa un secolo dopo, Ibn Battuta, il viaggiatore marocchino, nelle sue memorie sul suo soggiorno in India, dal 1335 al 1342, menzionò la visita ai templi di Khajuraho, chiamandoli "Kajarra", come segue:
(Ibn Battuta)

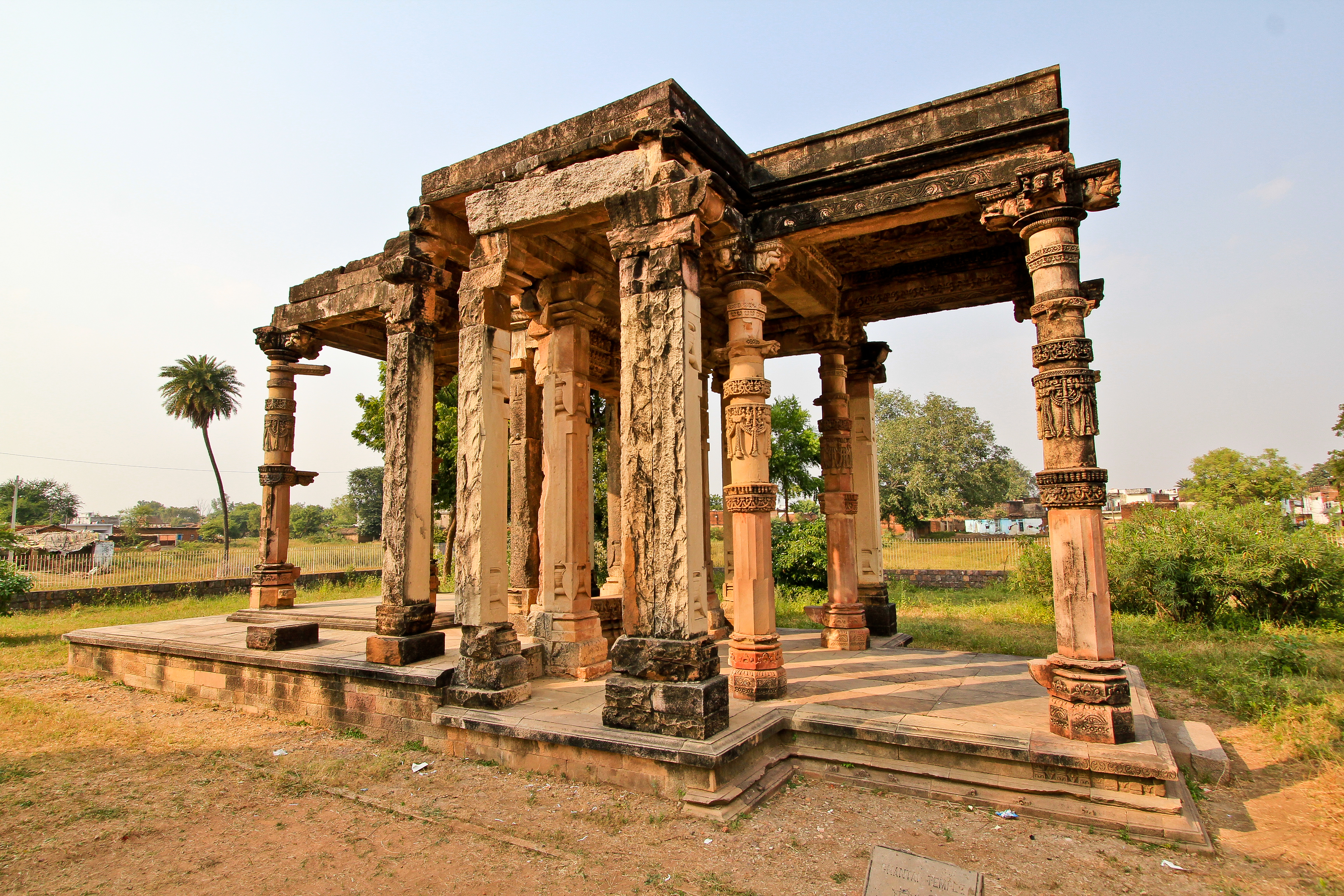
Fino al XII secolo, Khajuraho era sotto i re indù e presentava 85 templi. L'India centrale fu conquistata dal Sultanato di Delhi nel XIII secolo. Sotto il dominio musulmano, molti templi furono distrutti e il resto lasciato in abbandono. Sono ancora visibili le rovine di alcuni antichi templi (il tempio di Ghantai sopra).

La regione dell'India centrale, dove si trovano i templi di Khajuraho, fu controllata da varie dinastie musulmane dal XIII al XVIII secolo. In questo periodo alcuni templi furono profanati, e poi lasciati per un lungo periodo in abbandono. Nel 1495, ad esempio, la campagna di distruzione dei templi di Sikandar Lodi includeva Khajuraho. La lontananza e l'isolamento di Khajuraho protessero i templi indù e giainisti dalla continua distruzione da parte dei musulmani. Nel corso dei secoli, la vegetazione e le foreste invasero i templi.
Nel 1830, gli indù locali guidarono nei templi un geometra britannico, T.S. Burt, e furono così riscoperti dal pubblico. Alexander Cunningham in seguito riferì, pochi anni dopo la riscoperta, che i templi erano segretamente utilizzati dagli yogi e che migliaia di indù sarebbero arrivati in pellegrinaggio durante lo Shivaratri celebrato ogni anno a febbraio o marzo in base a un calendario lunare. Nel 1852, F.C. Maisey preparò i primi disegni dei templi di Khajuraho.

### Nomenclatura
Il nome Khajuraho, o Kharjuravāhaka, deriva dall'antico sanscrito (kharjura, che significa palma da datteri, e vāhaka, वाहक che significa "colui che porta" o portatore). Le leggende locali affermano che i templi avevano come porta d'ingresso due palme da datteri dorate (mancanti quando furono riscoperti). Desai afferma che Kharjuravāhaka significa anche "portatore di scorpione", che è un altro nome simbolico per la divinità Shiva (che indossa serpenti e ghirlande di scorpioni nella sua forma feroce).
La nomenclatura di Cunningham e il lavoro di documentazione sistematica negli anni 1850 e 1860 sono stati ampiamente adottati e continuano ad essere in uso. Egli raggruppò i templi nel gruppo occidentale intorno a Lakshmana, nel gruppo orientale intorno a Javeri e nel gruppo meridionale intorno a Duladeva.

## Descrizione

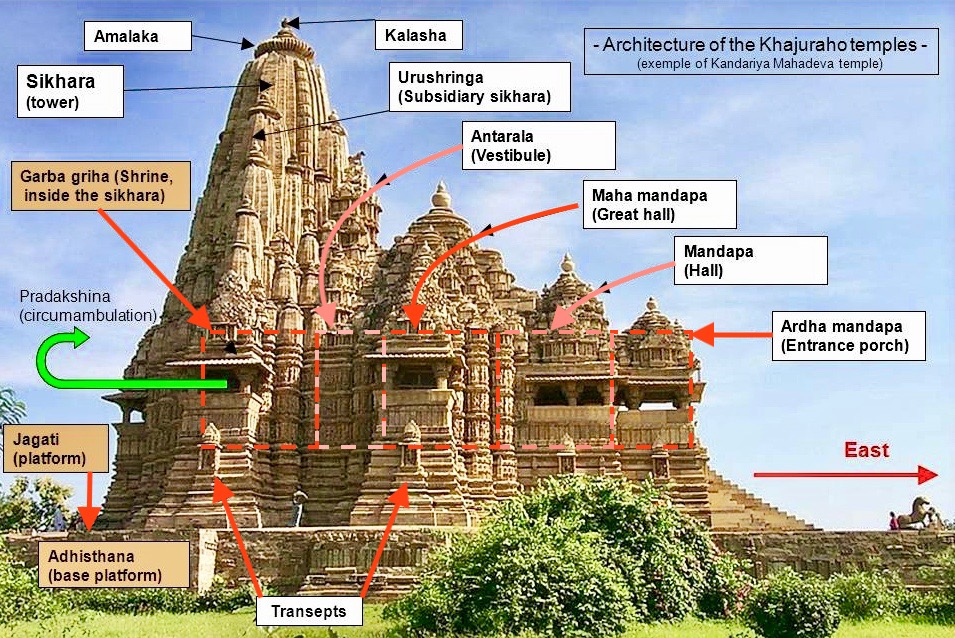
Sezioni e orientamento dei templi di Khajuraho.

Il sito del tempio si trova all'interno della catena montuosa Vindhya nell'India centrale. Un'antica leggenda locale sosteneva che la divinità indù Shiva e altri dei si divertissero a visitare la spettacolare formazione collinare nell'area di Kalinjar. Il centro di questa regione è Khajuraho, situato tra colline e fiumi locali. Il complesso dei templi riflette l'antica tradizione indù di costruire templi dove gli dei amavano pregare.
I templi sono raggruppati vicino all'acqua, un'altra caratteristica tipica dei templi indù. Gli attuali corpi idrici includono Sib Sagar, Khajur Sagar (chiamato anche Ninora Tal) e Khudar Nadi (fiume). Le leggende locali affermano che il complesso del tempio aveva 64 corpi idrici, di cui 56 sono stati finora identificati fisicamente dagli archeologi.
Tutti i templi, tranne uno (Chaturbhuja) sono rivolti verso l'alba, un'altra caratteristica simbolica predominante nei templi indù. La relativa disposizione dei templi integra divinità maschili e femminili e i simboli evidenziano l'interdipendenza. Le opere d'arte evidenziano simbolicamente i quattro obiettivi della vita considerati necessari e propri nell'induismo: dharma, kama, artha e moksha.
Dei templi sopravvissuti, sei sono dedicati a Shiva, otto a Vishnu e alle sue affinità, uno a Ganesha, uno al dio Sole, tre a Jain Tirthankars. Per alcune rovine, non ci sono prove sufficienti per assegnare con sicurezza il tempio a divinità specifiche.
Un esame generale del sito suggerisce che il principio di progettazione del mandala simbolico indù del quadrato e dei cerchi è presente in ogni pianta e disegno del tempio. Inoltre, il territorio è disposto in tre triangoli che convergono a formare un pentagono. Gli studiosi suggeriscono che questo riflette il simbolismo indù dei tre regni o trilokinatha e cinque sostanze cosmiche o panchbhuteshvara. Il sito del tempio mette in evidenza Shiva, colui che distrugge e ricicla la vita, controllando così la danza cosmica del tempo, dell'evoluzione e della dissoluzione.
I templi hanno una ricca esposizione di statue finemente intagliate. Sebbene siano famosi per la loro scultura erotica, i temi sessuali coprono meno del 10% della scultura. Inoltre, la maggior parte dei pannelli di scene erotiche non sono né prominenti né enfatizzati a scapito del resto, piuttosto sono in equilibrio proporzionale con le immagini non sessuali. Lo spettatore deve guardare da vicino per trovarli o essere indirizzato da una guida. Le arti coprono numerosi aspetti della vita umana e dei valori considerati importanti nel pantheon indù. Inoltre, le immagini sono disposte in una configurazione per esprimere le idee centrali dell'induismo. Tutte e tre le idee da Agama sono riccamente espresse nei templi di Khajuraho, Avyakta, Vyaktavyakta e Vyakta
Il tempio Beejamandal è in fase di scavo. È stato identificato con il tempio Vaidyanath menzionato nell'iscrizione Grahpati Kokalla.
Di tutti i templi, il tempio di Matangeshvara rimane un luogo di culto attivo. È un altro tempio a griglia quadrata, con un grande lingam alto 2,5 metri e con un diametro di 1,1 metri, posto su una piattaforma del diametro di 7,6 metri.
Il tempio più visitato, Kandariya Mahadev, ha un'area di circa 604 m2 e uno shikhara (guglia) che si eleva per 35 metrii.

### Templi giainisti
I templi giainisti si trovano nella regione est-sudest dei monumenti di Khajuraho. Il tempio Chausath yogini presenta 64 yogini, mentre il tempio Ghantai presenta campane scolpite sui suoi pilastri.

### Architettura dei templi

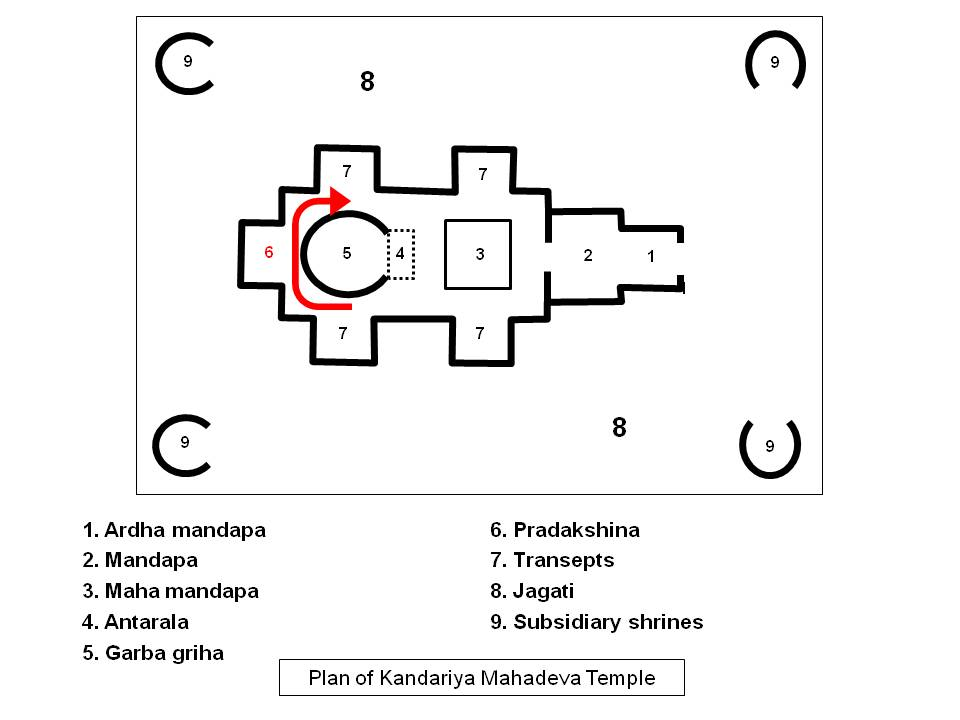
La pianta del tempio Kandariya Mahadeva. Utilizza il design della griglia a 64 pada. I templi di Khajuraho più piccoli usano il piano mandala a griglia 9, 16, 36 o 49.

I templi di Khajuraho, come quasi tutti i modelli di templi indù, seguono un disegno geometrico a griglia chiamato vastu-purusha-mandala. Questo piano di progettazione ha tre componenti importanti: Mandala che significa cerchio, Purusha è l'essenza universale al centro della tradizione indù, mentre Vastu è la struttura dell'abitazione.
Il progetto prevede un tempio indù in una struttura simmetrica, a strati concentrici e ripetitiva attorno al nucleo del tempio chiamato garbhagriya, dove dimorano il principio astratto Purusha e la divinità primaria del tempio. Lo shikhara, o guglia, del tempio si erge sopra il garbhagriya. Questa simmetria e struttura nel design derivano da credenze centrali, miti, cardinalità e principi matematici.
Il cerchio del mandala circoscrive il quadrato. Il quadrato è considerato divino per la sua perfezione e come prodotto simbolico della conoscenza e del pensiero umano, mentre il cerchio è considerato terreno, umano e osservato nella vita di tutti i giorni (luna, sole, orizzonte, goccia d'acqua, arcobaleno). Ciascuno sostiene l'altro. Il quadrato è diviso in 64 sottoquadrati perfetti chiamati pada.
La maggior parte dei templi di Khajuraho mostra la griglia pada 8x8 (64) Manduka Vastupurushamandala, con il mandala pitha la griglia quadrata incorporata nel design delle guglie. La divinità primaria o linga si trova nei Brahma pada della griglia.
L'architettura è simbolica e riflette le credenze indù centrali attraverso la sua forma, struttura e disposizione delle sue parti. I mandapa, così come le arti, sono disposti nei templi di Khajuraho secondo schemi ripetuti simmetrici, anche se ogni immagine o scultura è distintiva a modo suo. Il posizionamento relativo delle immagini non è casuale ma insieme esprimono idee, proprio come le parole collegate formano frasi e paragrafi per comporre idee. Questo modello frattale è comune nei templi indù. Varie statue e pannelli hanno iscrizioni. Molte delle iscrizioni sulle pareti del tempio sono poesie con doppi significati, cosa che la complessa struttura del sanscrito consente nelle composizioni creative.
Tutti i templi di Khajuraho, tranne uno, sono rivolti verso l'alba e l'ingresso per i devoti è nel lato est.
Sopra il vastu-purusha-mandala di ogni tempio c'è una sovrastruttura con una cupola chiamata Shikhara (o Vimana, Guglia). Le variazioni nel design della guglia derivano dalla variazione dei gradi ruotati per i quadrati. Il tempio Shikhara, in alcune letterature, è legato al monte Kailash o Meru, la mitica dimora degli dei.
In ogni tempio, lo spazio centrale è tipicamente circondato da un deambulatorio in cui il pellegrino può camminare e circumambulare ritualmente il Purusa e la divinità principale. I pilastri, le pareti e i soffitti intorno allo spazio, così come all'esterno, hanno intagli o immagini altamente decorate delle quattro attività giuste e necessarie della vita: kama, artha, dharma e moksa. Questa passeggiata in senso orario si chiama pradakshina.
I templi più grandi di Khajuraho hanno anche sale con pilastri chiamate mandapa. Una vicina all'ingresso, sul lato est, funge da sala d'attesa per pellegrini e devoti. Le mandapa sono anche organizzate secondo principi di simmetria, griglie e precisione matematica. Questo uso dello stesso principio architettonico sottostante è comune nei templi indù trovati in tutta l'India. Ogni tempio di Khajuraho è scolpito distintamente ma ripete anche i principi comuni centrali in quasi tutti i templi indù, uno che Susan Lewandowski definisce "un organismo di cellule che si ripetono".

## Costruzione
I templi sono raggruppati in tre divisioni geografiche: occidentale, orientale e meridionale.
I templi di Khajuraho sono costruiti in arenaria, con fondamenta di granito quasi nascoste alla vista. I costruttori non usavano malta: le pietre venivano assemblate con incastri a tenone e mortasa e tenute in posizione per gravità. Questa forma di costruzione richiede giunti molto precisi. Le colonne e gli architravi furono costruiti con megaliti che pesavano fino a 20 tonnellate. Alcuni lavori di riparazione del XIX secolo sono stati eseguiti con mattoni e malta; tuttavia, questi sono invecchiati più velocemente dei materiali originali e si sono scuriti con il tempo, sembrando così fuori luogo.
La regione di Khajuraho e Kalinjar ospita un'arenaria di qualità superiore che può essere scolpita con precisione. La scultura superstite riflette dettagli raffinati come ciocche di capelli, unghie curate e gioielli intricati.
Durante la registrazione dello spettacolo televisivo Lost Worlds (History Channel) a Khajuraho, Alex Evans ha ricreato una scultura in pietra che ha impiegato circa 60 giorni per scolpire nel tentativo di sviluppare un'idea approssimativa di quanto lavoro deve essere stato necessario. Roger Hopkins e Mark Lehner hanno anche condotto esperimenti per estrarre il calcare impiegando 12 cavatori per 22 giorni per estrarre circa 400 tonnellate di pietra. Hanno concluso che questi templi avrebbero richiesto centinaia di scultori altamente qualificati.

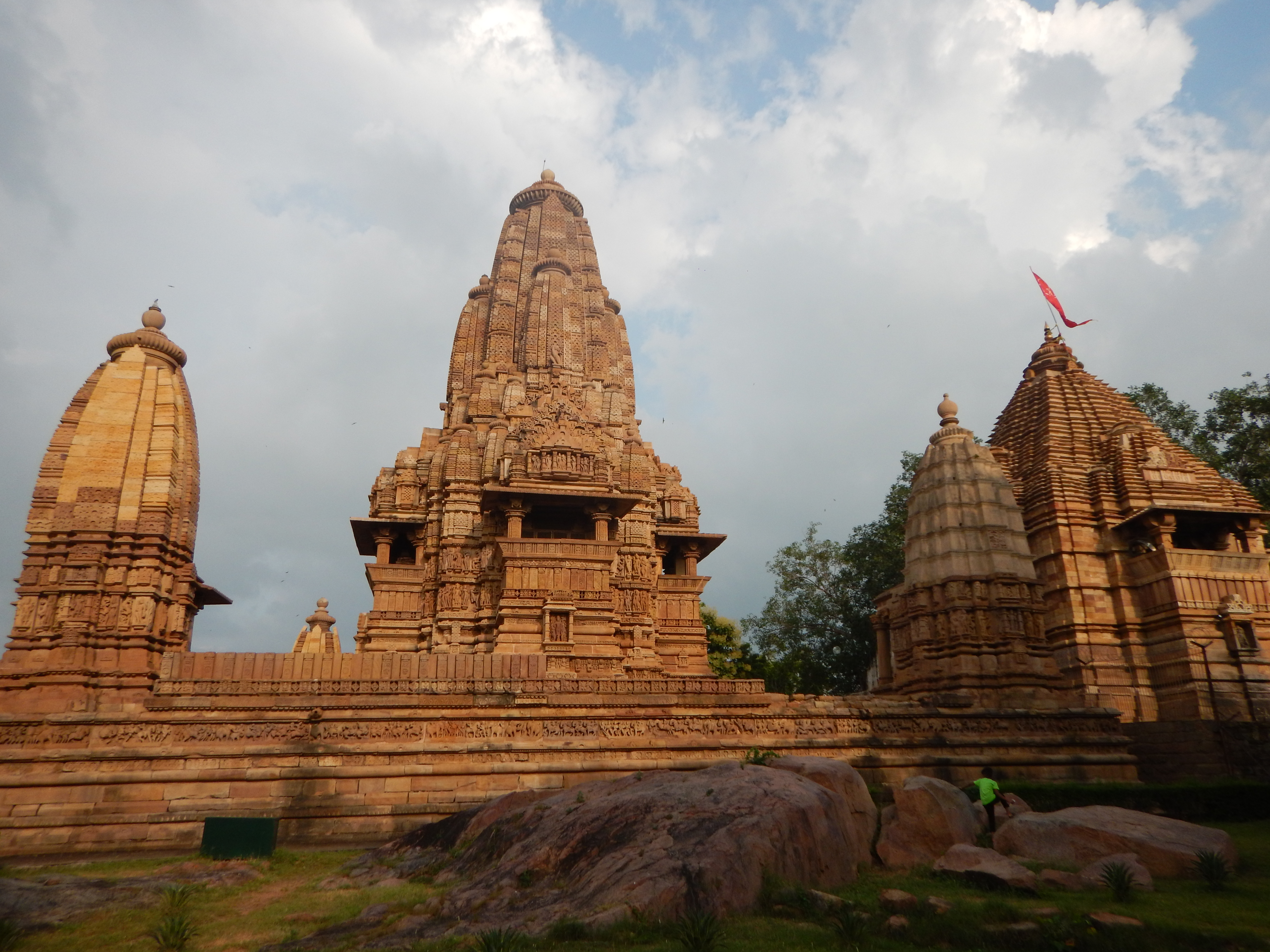
Lato occidentale.

## Cronologia
Il gruppo di templi di Khajuraho appartiene alla scuola Vaishnavi dell'Induismo, a quella Sciva dell'Induismo e al Giainismo, quasi per un terzo ciascuno. Gli studi archeologici suggeriscono che tutti e tre i tipi di templi erano in costruzione all'incirca nello stesso periodo alla fine del X secolo e in uso contemporaneamente. Will Durant afferma che questo aspetto dei templi di Khajuraho illustra la tolleranza e il rispetto per i diversi punti di vista religiosi nelle tradizioni indù e giainista. In ogni gruppo di templi di Khajuraho, c'erano templi principali circondati da templi più piccoli, uno stile a griglia che si osserva a vari livelli nei templi indù di Angkor Wat, Parambaran e nel sud dell'India.
Il più grande tempio di Shiva sopravvissuto è Khandarya Mahadeva, mentre il più grande gruppo Vaishnava sopravvissuto comprende Chaturbhuja e Ramachandra.
La pianta del tempio Kandariya Mahadeva misura 33 x 18 metri, il tempio è alto 35 metri e 26,5 sopra il proprio piano. I pada centrali sono circondati da tre file di figure scolpite, con oltre 870 statue, la maggior parte delle quali a grandezza naturale (da 75 cm a 90 cm). La guglia è una struttura frattale che si ripete.
| Sequenza | Nome attuale                              | Religione | Divinità         | Completato | Immagine |
| 1        | Chausath Yogini                           | Induismo  | Devi, 64 Yogini  | 885        |          |
| 2        | Lalguan Mahadev                           | Induismo  | Shiva            | 900        |          |
| 3        | Brahma Temple                             | Induismo  | Shiva            | 925        |          |
| 4        | Lakshmana                                 | Induismo  | Vaikuntha Vishnu | 939        |          |
| 5        | Varaha                                    | Induismo  | Varaha           | 950        |          |
| 6        | Parshvanatha                              | Giainismo | Parshvanatha     | 954        |          |
| 7        | Ghantai                                   | Giainismo | Adinatha         | 960        |          |
| 8        | Mahishasuramardini                        | Induismo  | Parvati          | 995        |          |
| 9        | Vishvanatha                               | Induismo  | Shiva            | 999        |          |
| 10       | Matangeshwar                              | Induismo  | Shiva            | 1000       |          |
| 11       | Vishnu-Garuda                             | Induismo  | Vishnu           | 1000       |          |
| 12       | Beejamandal Temple ruins                  | Induismo  | Shiva            | 1000       |          |
| 13       | Ganesha                                   | Induismo  | Shiva            | 1000       |          |
| 14       | Jagadambi                                 | Induismo  | Devi Jagadambi   | 1023       |          |
| 15       | Chitragupta                               | Induismo  | Shiva            | 1023       |          |
| 16       | Adinath Temple                            | Giainismo | Adinatha         | 1027       |          |
| 17       | Shantinatha temple                        | Giainismo | Shantinatha      | 1027       |          |
| 18       | Kandariya Mahadeva (il più grande tempio) | Induismo  | Shiva            | 1029       |          |
| 19       | Vamana                                    | Induismo  | Vamana           | 1062       |          |
| 20       | Javeri                                    | Induismo  | Shiva            | 1090       |          |
| 21       | Chaturbhuja                               | Induismo  | Vishnu           | 1110       |          |
| 22       | Duladeo (Duladeva)                        | Induismo  | Shiva            | 1125       |          |

## Arte e scultura

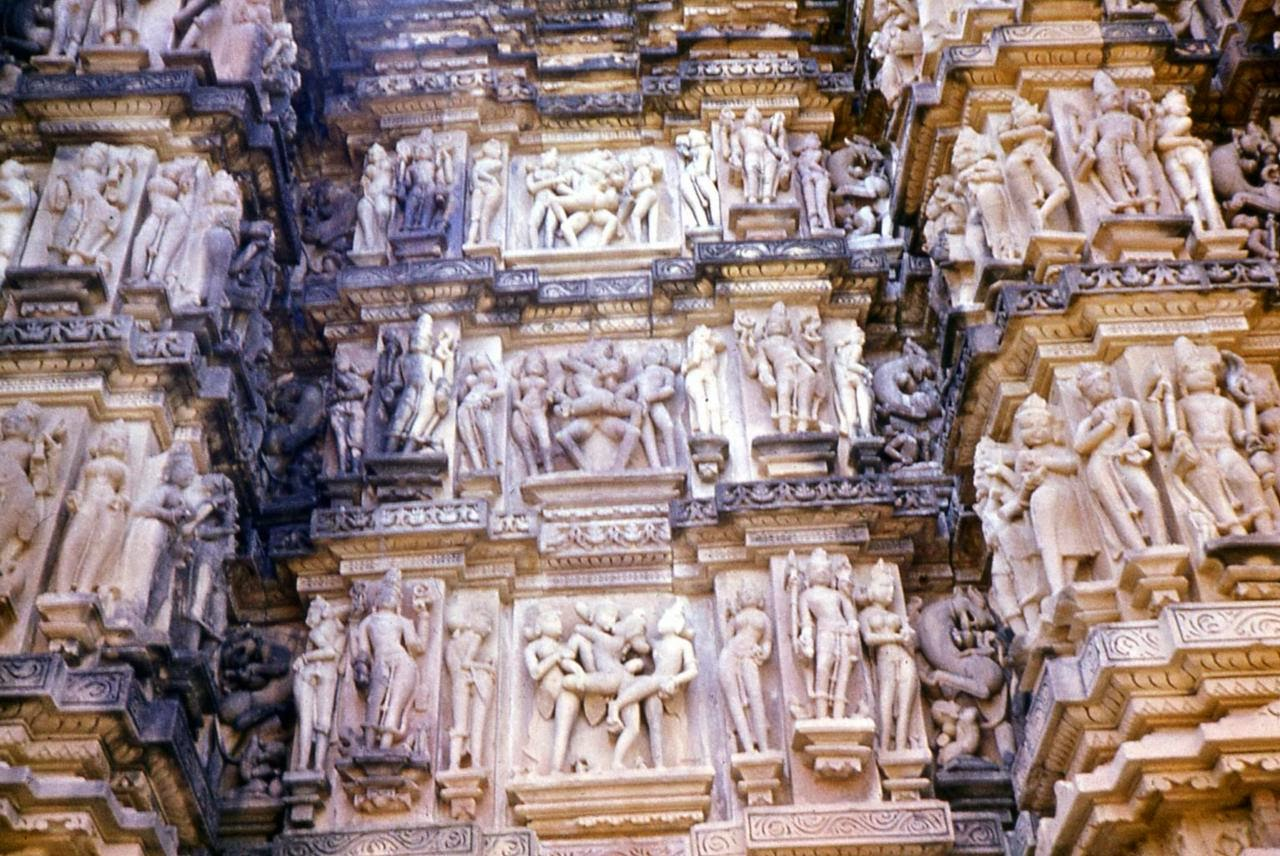
Sculture erotiche

I templi di Khajuraho presentano una varietà di opere d'arte, di cui il 10% è arte erotica all'esterno e all'interno dei templi. Alcuni dei templi che hanno due strati di pareti hanno piccole incisioni erotiche all'esterno della parete interna. Alcuni studiosi suggeriscono che si tratti di pratiche sessuali tantriche. Altri studiosi affermano che le arti erotiche fanno parte della tradizione indù di trattare il kama come una parte essenziale e propria della vita umana, e la sua esposizione simbolica o esplicita è comune nei templi indù. James McConnachie, nella sua storia del Kamasutra, descrive le sculture Khajuraho a tema sessuale come "l'apogeo dell'arte erotica":
Le ninfe contorte, dai fianchi larghi e dal petto alto mostrano i loro corpi generosamente sagomati e ingioiellati su pannelli delle pareti esterne squisitamente lavorati. Queste apsara carnose corrono in tumulto sulla superficie della pietra, si truccano, si lavano i capelli, giocano, ballano e annodano e snodano all'infinito le loro cinture. ... Accanto alle ninfe celesti ci sono ranghi serrati di grifoni, divinità protettrici e, più notoriamente, maithuna stravaganti intrecciati, o coppie che fanno l'amore.
I templi hanno diverse migliaia di statue e opere d'arte, con il solo tempio Kandarya Mahadeva decorato con oltre 870 di esse. Circa il 10% di queste incisioni iconografiche contiene temi sessuali e varie pose sessuali. Un malinteso comune è che, poiché le vecchie strutture con intagli a Khajuraho sono templi, le incisioni raffigurano il sesso tra divinità; tuttavia, le arti kama rappresentano diverse espressioni sessuali di diversi esseri umani. La stragrande maggioranza delle arti descrive vari aspetti della vita quotidiana, storie mitiche e l'esposizione simbolica di vari valori secolari e spirituali importanti nella tradizione indù. Ad esempio, le raffigurazioni mostrano donne che si truccano, musicisti che suonano, vasai, contadini e altre persone nella loro vita quotidiana durante l'era medievale. Queste scene sono nei pada esterni come è tipico nei templi indù.
C'è un simbolismo iconografico incorporato nelle arti mostrate nei templi di Khajuraho. I valori fondamentali indù sono espressi in molti modi. Anche le scene di Kama, se viste in combinazione di sculture che precedono e seguono, raffigurano temi spirituali come il moksha.

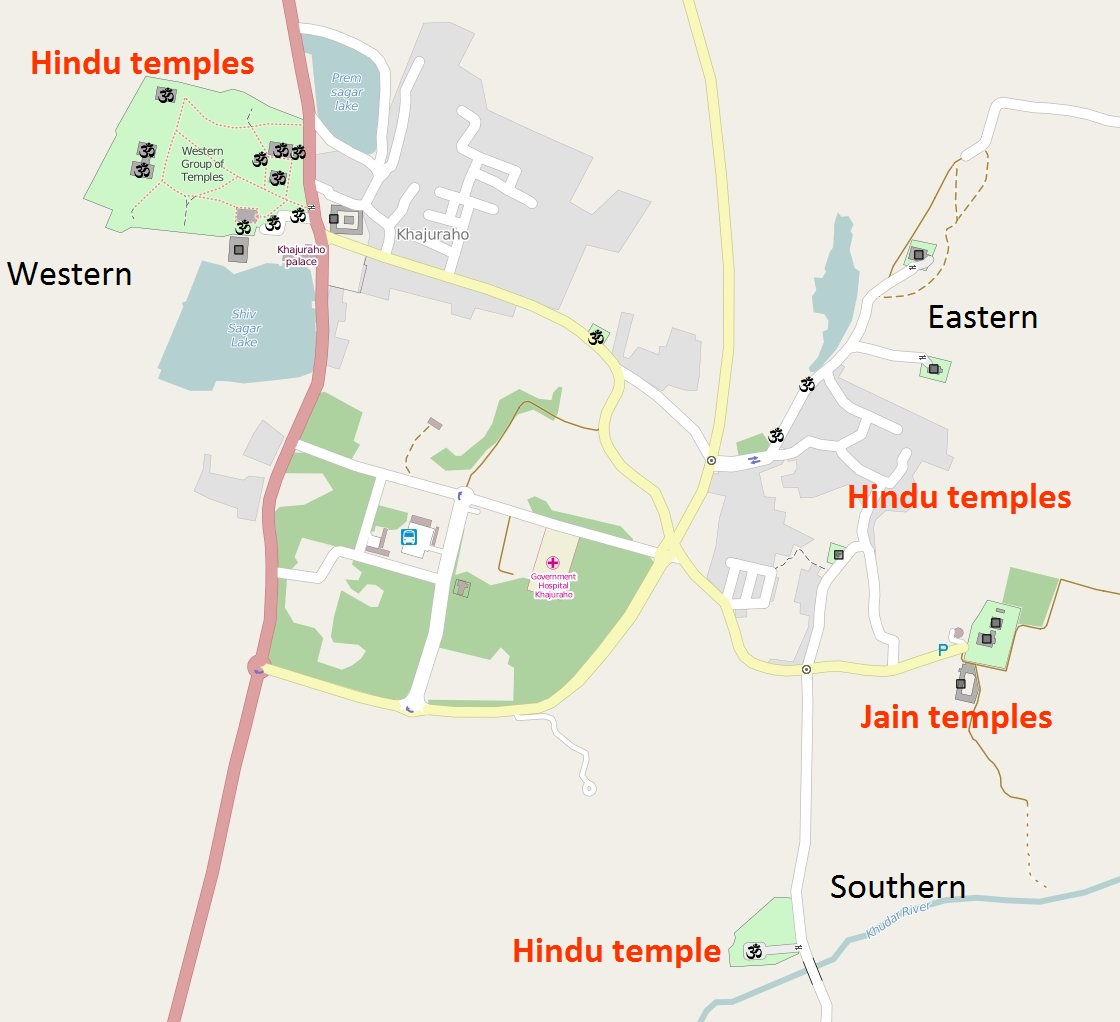
Mappa dei templi – Gruppo di monumenti di Khajuraho.

I templi di Khajuraho rappresentano un'espressione di molte forme d'arte che fiorirono nei regni Rajput dell'India dall'VIII al X secolo. Ad esempio, contemporanee a Khajuraho erano le pubblicazioni di poesie e drammi come Prabodhacandrodaya, Karpuramanjari, Viddhasalabhanjika e Kavyamimansa. Alcuni dei temi espressi in queste opere letterarie sono scolpiti come sculture nei templi di Khajuraho. Alcune sculture nei monumenti di Khajuraho dedicati a Vishnu includono i Vyala, che sono animali immaginari ibridi con corpi di leoni e si trovano in altri templi indiani. Alcune di queste opere d'arte mitiche ibride includono Vrik Vyala (ibrido di lupo e leone) e Gaja Vyala (ibrido di elefante e leone). Questi Vyala possono rappresentare una combinazione sincretica e creativa di poteri innati nei due.

## Turismo ed eventi culturali
I templi di Khajuraho sono sostanzialmente divisi in tre parti: il gruppo orientale, quello meridionale e quello occidentale, di cui solo il gruppo occidentale ha la possibilità di un tour audioguidato in cui i turisti sono guidati attraverso i sette-otto templi. C'è anche un tour con audioguida sviluppato dall'Archaeological Survey of India che include una narrazione della storia e dell'architettura del tempio.
Ogni anno a febbraio si tiene il Khajuraho Dance Festival. Presenta varie danze classiche indiane sullo sfondo dei templi Chitragupta o Vishwanath.
Il complesso del tempio di Khajuraho offre ogni sera uno spettacolo son et lumière (suoni e luci). Il primo spettacolo è in lingua inglese e il secondo, in hindi. Si tiene nei prati aperti del complesso del tempio e ha ricevuto recensioni contrastanti.